# Wentsaiboea renifolia
Wentsaiboea renifolia är en tvåhjärtbladig växtart som beskrevs av Ding Fang och D.H. Qin. Wentsaiboea renifolia ingår i släktet Wentsaiboea och familjen Gesneriaceae. Inga underarter finns listade i Catalogue of Life.